# Jane Saville
Jane Saville, född den 5 november 1974, är en australisk friidrottare som tävlar i gång.
Saville deltog vid VM 1997 i Aten på 10 km gång och slutade där på en 13:e plats. Hon deltog även vid Samväldesspelen 1998 där hon blev mästare på 10 km gång. Vid VM 1999 ersattes 10 km gång med 20 km och hon slutade på en sjunde plats. 
Hon var en av favoriterna till guldet på 20 km gång vid Olympiska sommarspelen 2000 på hemmaplan i Sydney. Den regerande världsmästare en Hongyu Liu var länge i ledning men diskvalificerades när det återstod 5 km. Då togs ledningen över av Elisabetta Perrone som även hon blev diskvalificerad. Saville gick då upp i ledning och var på väg mot guldet när hon vid ingången till stadion blev diskvalificerad. I stället blev det Kinas Wang Liping som slutade som segrare. 
Efter misslyckandet på OS blev hon guldmedaljör vid Samväldesspelen 2002. Vid VM 2003 slutade hon på en elfte plats. Vid Olympiska sommarspelen 2004 lyckades hon bli medaljör denna gång blev hon bronsmedaljör. 
Vid Samväldesspelen 2006 blev hon för tredje gången vinnare. Hon deltog vid Olympiska sommarspelen 2008 men slutade först på en tjugonde plats.

### Webbkällor
- Fakta på IAAF:s webbplats